# 粗穗蛇菰
粗穗蛇菰（学名：Balanophora dioica）是蛇菰科蛇菰属的植物。分布于缅甸、印度、尼泊尔以及中国大陆的西藏、云南、湖南等地，生长于海拔1,150米至2,510米的地区，常生长在山地密林中，目前尚未由人工引种栽培。